# Polska Sekcja IEEE
Polska Sekcja IEEE (PS IEEE) polska organizacja naukowo-techniczna zrzeszająca inżynierów (także studentów i doktorantów) elektryków, elektroników, mechatroników, technologów materiałów, informatyków, fizyków, managerów nauki i przemysłu, ekonomistów  i innych specjalistów z dziedzin pokrewnych oraz obszarów w których wykorzystywane są techniki informacyjne (energetyka, przemysł motoryzacyjny, lotniczy, morski, automatyka i robotyka, technologie jądrowe, ochrona środowiska, bezpieczeństwo i obronność, matematyka, fizyka, biologia i medycyna). Jest częścią międzynarodowego Instytutu IEEE z siedzibą zarządu w Nowym Jorku – największej organizacji zawodowej na świecie. PS IEEE powstała w roku 1972 pod przewodnictwem profesora Adama K.Smolińskiego.

## Status prawny
Od początku istnienia, PS IEEE jest afiliowana przy Stowarzyszeniu Elektryków Polskich na podstawie oficjalnej umowy, odnawianej co kilka lat, pomiędzy władzami IEEE i SEP. Sekcje IEEE w Europie są związane z krajami, np. Sekcja Francuska, Angielska i Irlandzka. W niektórych krajach są afiliowane przy stowarzyszeniach elektryków (Polska, Rosja – Towarzystwo im.A.Popowa, Ukraina, Niemcy – VDE) a w niektórych posiadają osobowość prawną i są zarejestrowane jako lokalne krajowe stowarzyszenia naukowo-techniczne (Francja) – mimo równoległej afiliacji lub ścisłej współpracy z krajowym stowarzyszeniem NT (we Francji z SEE). Tendencją, wspieraną przez centralę IEEE, jest uzyskiwanie przez Sekcje krajowe osobowości prawnej jako lokalne stowarzyszenie NT – współpracujące z IEEE oraz jednocześnie z tradycyjnym stowarzyszeniem krajowym. Jest to odmienny model niż realizowany w Europie przez zrzeszenie krajowych stowarzyszeń inżynierii elektrycznej EUREL. Specjalny status posiada IEEE-USA, która jest organizacją lobbingową posiadają swoich przedstawicieli w Senacie. PS IEEE jak dotąd nie występowała o samodzielną osobowość prawną, ale nie jest to wykluczone w przyszłości.

## Członkostwo
Członkami PS IEEE są głównie przedstawiciele środowiska akademickiego, nauczyciele akademiccy i studenci. Pewną część stanowią pracownicy Jednostek Badawczo- Rozwojowych, Państwowych Instytutów Badawczych oraz administracji, przemysłu i biznesu. PS IEEE posiada ok. 1000 członków, w tym ok. 200 studentów (XII 2010). Liczba członków PS IEEE od kilku lat powoli wzrasta. Wzrasta także liczba członków wyższej kategorii Senior i Fellow.

## Zarząd
Pracami PS IEEE kieruje wybieralny, kadencyjny Zarząd. Kadencja trwa dwa lata i ten sam Zarząd może kierować pracami Sekcji tylko dwie kadencje. Zarząd składa się, zgodnie z regulaminem IEEE, z przewodniczącego Sekcji, wiceprzewodniczącego, poprzedniego przewodniczącego, skarbnika, oraz oficerów wspierających rozwój kobiet – inżynierów, opiekujących się studentami, grupą GOLD, rozwojem członkostwa, kontaktami z Oddziałami i przemysłem. Zarząd Sekcji koordynuje działania krajowych Oddziałów Towarzystw IEEE.

## Współpraca
PS IEEE współpracuje w kraju z Polskim Towarzystwem Elektrotechniki Teoretycznej i Stosowanej – PTETiS, Komitetem Elektroniki i Telekomunikacji PAN – KEiT PAN, Polską Sekcją SPIE – obecnie z  Polskim Stowarzyszeniem Fotonicznym, Polskim Towarzystwem Fizycznym, Wydziałami Elektrycznymi, Elektroniki, Telekomunikacji, Automatyki i Robotyki Politechnik. PS IEEE stara się także nawiązywać współpracę z przemysłem i samorządem gospodarczym, np. poprzez Izby Gospodarcze Elektroniki, Telekomunikacji i Informatyki. PS IEEE współpracuje w skali międzynarodowej z Sekcjami IEEE krajów sąsiednich np. Litwy, Ukrainy, Rosji.

## Działalność
Sekcja działa, głównie na uczelniach, poprzez Oddziały tematyczne i studenckie (Chapters, Branches). Oddziały tematyczne (Chapters) są częścią Towarzystw (Societies), z których składa się IEEE. Oddziały grupują specjalistów z poszczególnych dziedzin nauki i techniki oraz przemysłu. W skład PS IEEE wchodzi 20 Oddziałów (I 2011): 1-Anteny i Propagacja Fal EM, Systemy Elektroniczne dla Przestrzeni Otwartej, Mikrofale; 2- Komputery-Gdańsk; 3-Komputery-Gliwice; 4-Układy i Systemy Elektroniczne; 5-Telekomunikacja-Kraków; 6-Telekomunikacja-Poznań; 7-Telekomunikacja-Warszawa; 8-Urządzenia Elektroniczne; 9-Elektroenergetyka, Zastosowania Przemysłowe; 10-Elektronka Dużej Mocy, Elektronika Przemysłowa; 11-Robotyka i Automatyka; 12-Systemy Sterowania; 13-Magnetyka; 14-Fotonika; 15-Przetwarzanie Sygnałów; 16-Aparatura Naukowa i Pomiary; 17-Inteligencja Obliczeniowa, 18-Inżynieria Biomedyczna; 19-Kompatybilność Elektromagnetyczna; 20-Elementy, Obudowy i Produkcja. W ramach IEEE działa więcej Oddziałów, które jeszcze nie mają reprezentacji w kraju, np. Elektronika Motoryzacyjna, Technika Kosmiczna, Technika Jądrowa.
W roku 1997 PS IEEE otrzymała sztandar IEEE z okazji 25-lecia działalności. W roku 2007 prof. Józef Modelski został wybrany na Dyrektora Regionu 8 IEEE na kadencję 2009-2010.
W roku 2015 Prof. Maciej Ogorzałek został wybrany na „Dyrektora Dywizji I” na kadencję 2016-2017.
W roku 2017 Prof. Ryszard Jachowicz otrzymał „Region 8 Volunteer Award".

## Konferencje
W 1996 roku PS IEEE wzięła udział w organizacji w kraju Międzynarodowej Konferencji Elektroniki Przemysłowej, we współpracy z Politechniką Warszawską i Towarzystwem IEEE Elektroniki Przemysłowej. W roku 2004 PS IEEE była gospodarzem Konferencji Zarządu Regionu 8 w Krakowie. W roku 2007 PS IEEE współorganizowała Międzynarodową Konferencję Metrologiczną IEEE-IMTC oraz Kongres IEEE EUROCON. Corocznie PS IEEE sponsoruje w kraju do kilkunastu konferencji naukowo-technicznych organizowanych przez Oddziały.